# ایر اکسلنس
ایر اکسلنس (به انگلیسی: Air Excellence) یک شرکت هواپیمایی است که در ۲۰۰۲ میلادی تأسیس شده‌است. دفتر مرکزی ایر اکسلنس در لیبرویل، گابن واقع شده‌است و قطب این شرکت هواپیمایی در فرودگاه بین‌المللی لیبرویله قرار دارد.